# Eudocia Macrembolitissa
Eudocia Macrembolitissa (in greco medievale: Εὐδοκία Μακρεμβολίτισσα; 1030 – dopo il 1081) è stata un'imperatrice e scrittrice bizantina.
Fu basilissa dei Romei (Imperatrice d'Oriente) a pieno titolo dal 22 maggio 1067 al 1º gennaio 1068.
Era la seconda moglie dell'imperatore bizantino Costantino X Ducas e, dopo la sua morte, avvenuta nel 1067 ella agì da reggente a pieno titolo. Successivamente sposò il generale Romano IV Diogene, associandolo a lei sul trono, e governò con lui. Eudocia era la nipote di Michele I Cerulario, Patriarca di Costantinopoli.
Lo storico Niceforo Gregora, un secolo più tardi, descrisse Eudocia come "seconda Ipazia"; l'imperatrice aveva infatti una grande passione per la cultura e la filosofia classica.
Fu la quarta e ultima sovrana, con Irene d'Atene, Zoe Porfirogenita e Teodora Porfirogenita, che riuscì a regnare, seppur per un breve periodo, da sola sull'Impero.

## Basilissa dei Romei

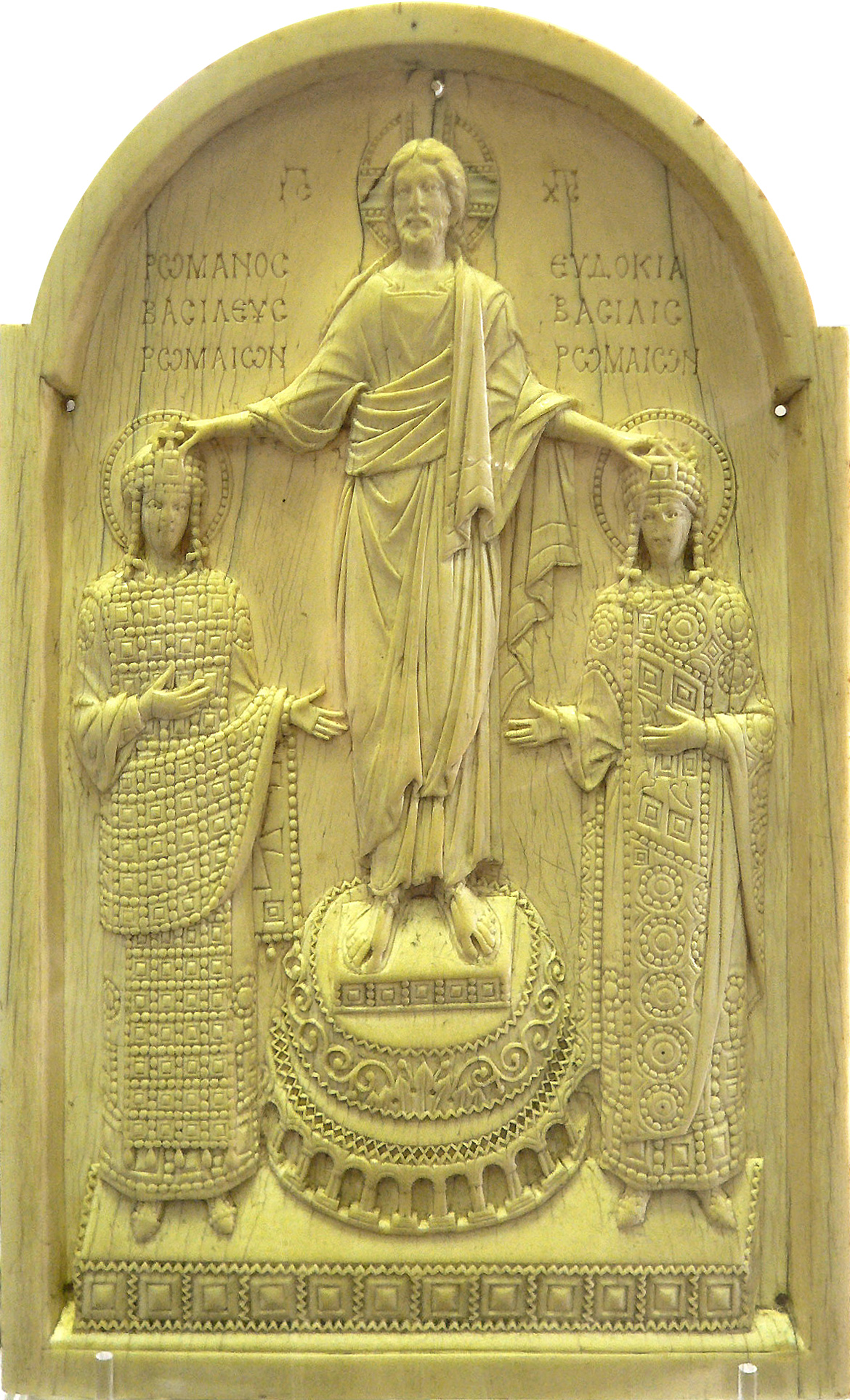
L'incoronazione a Basileis dei Romei (Imperatori dei Romani) di Eudocia e Romano IV Diogene.

Nulla si conosce dell'infanzia di Eudocia Macrembolitissa, quello che si sa è che poco prima del 1050 divenne la moglie dell'imperatore bizantino Costantino X Ducas da cui ebbe sette figli, due dei quali nacquero dopo il 1059 quando Costantino era già imperatore.
Eudocia rimase vedova il 22 maggio 1067 e le venne conferito il titolo di Basilissa così che potesse agire da reggente per i figli Michele VII Ducas e Costantino (1060-1082) insieme al cognato Giovanni Ducas. In realtà Michele sarebbe stato giusto in età per governare autonomamente, ma non di meno venne sempre considerato come co-imperatore insieme al fratello minore, mentre l'effettiva amministrazione dell'impero restò nelle mani della madre, che di fatto fu imperatrice regnante. 
Sul letto di morte di Costantino X Eudocia aveva giurato di non risposarsi più e aveva fatto imprigionare Romano Diogene che era sospettato di voler usurpare il trono; quando poi capì di non essere in grado di allontanare le minacce che venivano dalla frontiera orientale dell'impero ella revocò il voto e sposò Romano senza chiedere l'approvazione del cognato, del Patriarca di Costantinopoli Giovanni VIII o del figlio Michele.
Ella convinse il patriarca sia a restituirle il giuramento scritto che lei aveva fatto in tal proposito, sia a pronunciarsi a favore di queste nozze per il bene dello stato, e alla fine anche il Senato diede la propria approvazione.
Il matrimonio ebbe luogo il 1º gennaio 1068 e Romano venne proclamato co-imperatore con il nome di Romano IV Diogene: Con il suo appoggio Eudocia fu in grado di disperdere le minacce che provenivano dall'est. Dal nuovo marito ella ebbe due figli, Niceforo e Leone, e Romano proclamò co-imperatore un altro dei suoi figliastri, Andronico Ducas (1057 dopo il 1081), nonostante i suoi genitori e i suoi fratelli lo avessero in precedenza escluso dal potere.

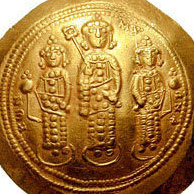
Histamenon d'oro con le effigi dei tre regnanti di Bisanzio: Michele VII, Romano IV ed Eudocia Macrembolitissa

Il nuovo matrimonio di Eudocia non si rivelò particolarmente felice, Romano aveva uno spirito guerrafondaio e una personalità estremamente forte che lo portò ad escludere man mano la moglie dalla gestione del potere.
Nel 1071 egli venne preso prigioniero dai Selgiuchidi a seguito della sconfitta nella Battaglia di Manzicerta. Eudocia riprese il potere con il figlio Michele, ma quando si scoprì che Romano era vivo e che era in procinto di tornare a Costantinopoli, il cognato di Eudocia Giovanni Ducas, insieme alla guardia imperiale variaga, la obbligò a cedergli il potere e a ritirarsi in convento.
Romano non sopravvisse a lungo, venne fatto assassinare dal figliastro Andronico che gli aveva offerto protezione nel 1072 e il governo del fratello Michele durò solo fino al 1078 quando venne deposto da Niceforo III Botaniate che richiamò Eudocia dal convento in cui era stata segregata e le offrì di diventare sua moglie.
Questo piano non ebbe successo a causa della forte opposizione di suo cognato Giovanni Ducas, e Eudocia morì in convento qualche tempo dopo la nomina a imperatore di Alessio I Comneno nel 1081.

## Scritti
Attribuito a Eudocia è un dizionario di storia e mitologia, chiamato Ἰωνιά (cioè "raccolta" o "letto di viole").
Esso è preceduto da uno scritto al marito Romano IV Diogene, e il lavoro è descritto come «una raccolta di genealogie di dei, eroi e eroine, le loro metamorfosi e delle favole e delle storie riprese da scritti antichi ; contiene anche citazioni di vari filosofi».
Recentemente il libro è stato ritenuto essere uno scritto più recente (XVI secolo), falsamente attribuito a Eudocia, e probabilmente compilato dal contraffattore Costantino Paleocappa intorno al 1540. Le fonti da cui l'opera è stata compilata includono pensieri di Diogene Laerzio e Suda.
Lo storico Michele Psello era molto vicino alla famiglia imperiale, tanto che Eudocia lo considerava un "zio". Secondo Psello, Eudocia era molto nobile, bella, appassionata alle arti ed intelligente.

## Discendenza
Da Costantino X, ebbe sette figli, quattro maschi e tre femmine:
- Michele VII Ducas (1050 - 1080) - imperatore;
- Figlio morto infante;
- Anna Ducaina - suora;
- Andronico Ducas (1057 - dopo il 1081) - co-imperatore fra il 1068 e il 1078;
- Teodora Anna Ducaina (1058 - dopo il 1075) - sposò Domenico Silvo, doge di Venezia;
- Costantino Ducas (1060 - 1081) - co-imperatore fra il 1060 e il 1078;
- Zoe Ducaina - sposò Adriano Comneno, fratello dell'imperatore Alessio I Comneno. Ebbe da lui un figlio, Alessio, e due figlie, forse chiamate Anna e Alessia.

Da Romano IV, ebbe due figli, probabilmente gemelli:
- Niceforo Diogene (1069 - dopo il 1094) - co-imperatore;
- Leone Diogene (1069 - 1087) - co-imperatore.